# Giorgio Bocchino
Giorgio Bocchino (Firenze, 1913. július 14. – Firenze, 1995. december 4.) olimpiai és világbajnok olasz tőrvívó.